# Cliquette
Une cliquette, de l'ancien français cliquer, faire un  bruit sec (vers 1230), est un  petit instrument à percussion formé de deux ou plusieurs lames de bois réunies sur un manche, produisant un son sec lorsqu'on les agite. Les termes claquoir et claquette sont des synonymes. Au Moyen Âge, la cliquette est utilisée à certains moments de la liturgie, ainsi que comme appel sonore à la charité. 
Les lépreux, dont la maladie affecte la voix, l'emploient également dans ce but, et pour signaler leur présence. C'est au XIVe siècle que la cliquette devient un moyen de prévention.   
Par la suite, le mot est utilisé par les marchands ambulants et les musiciens.   
Plus tard (1723), le mot est employé par les pêcheurs à propos d'une pierre trouée servant à lester leurs filets et dans certaines régions pour désigner le petit levier servant à fixer une persienne.  

cliquettes ou claquoirs
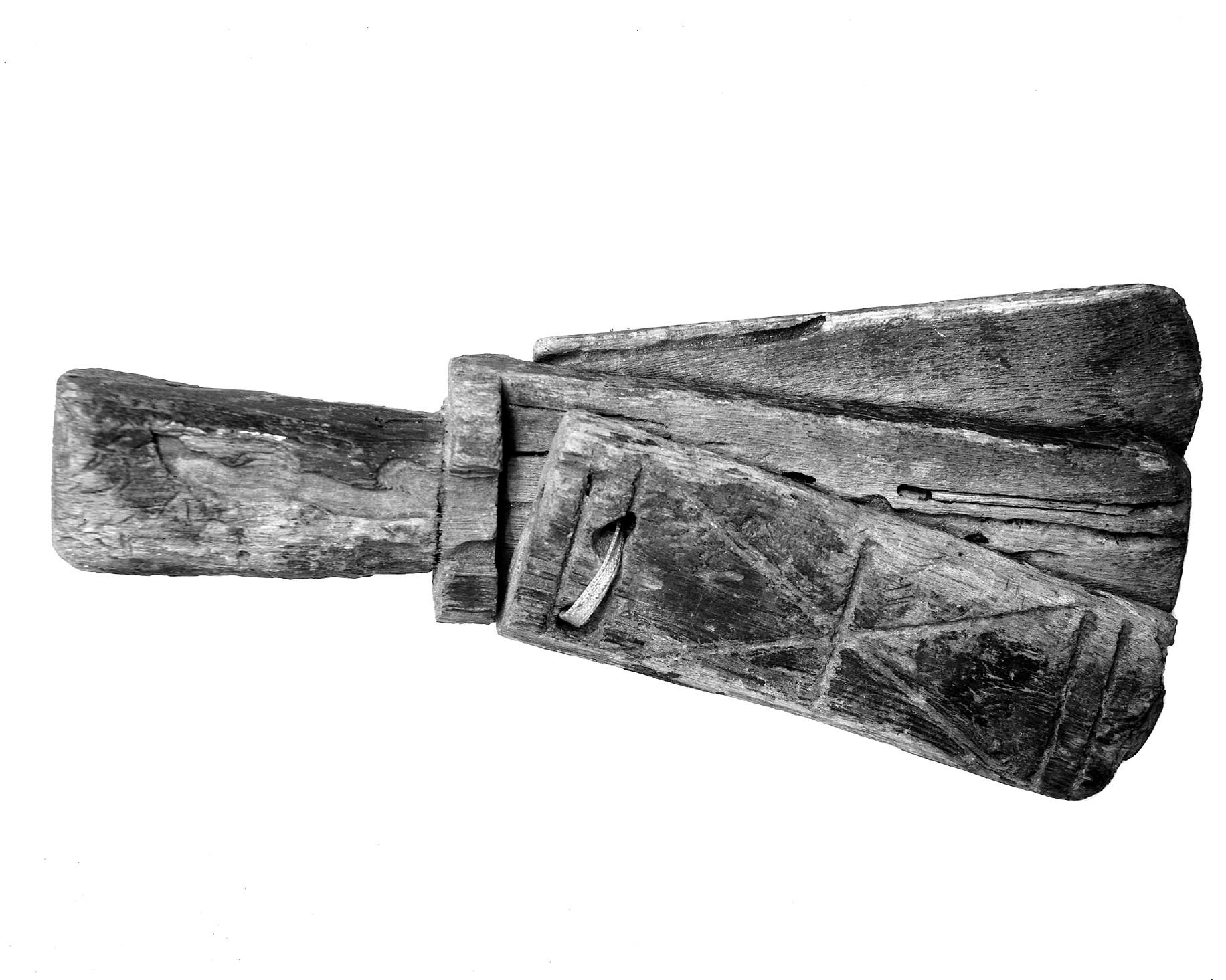
Ancienne cliquette pour lépreux : trois pièces de bois reliées par un ruban
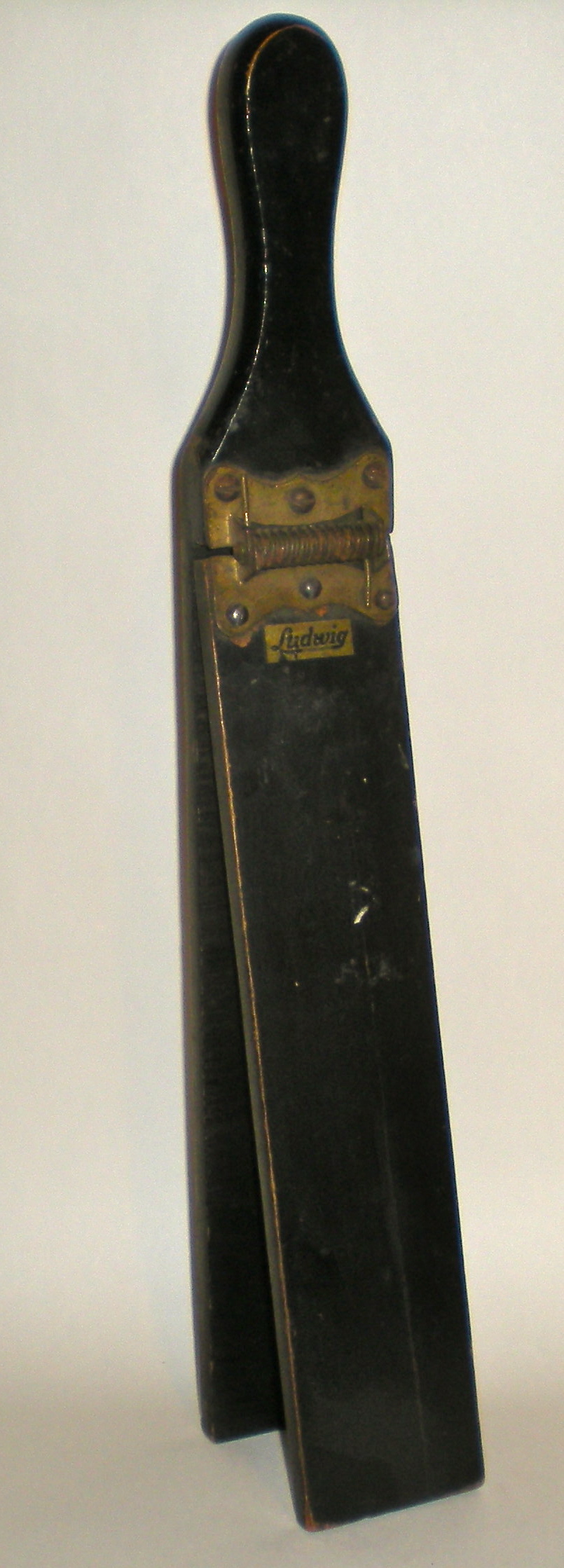
Une cliquette avec articulation métallique, fabriquée par la firme Ludwig-Musser
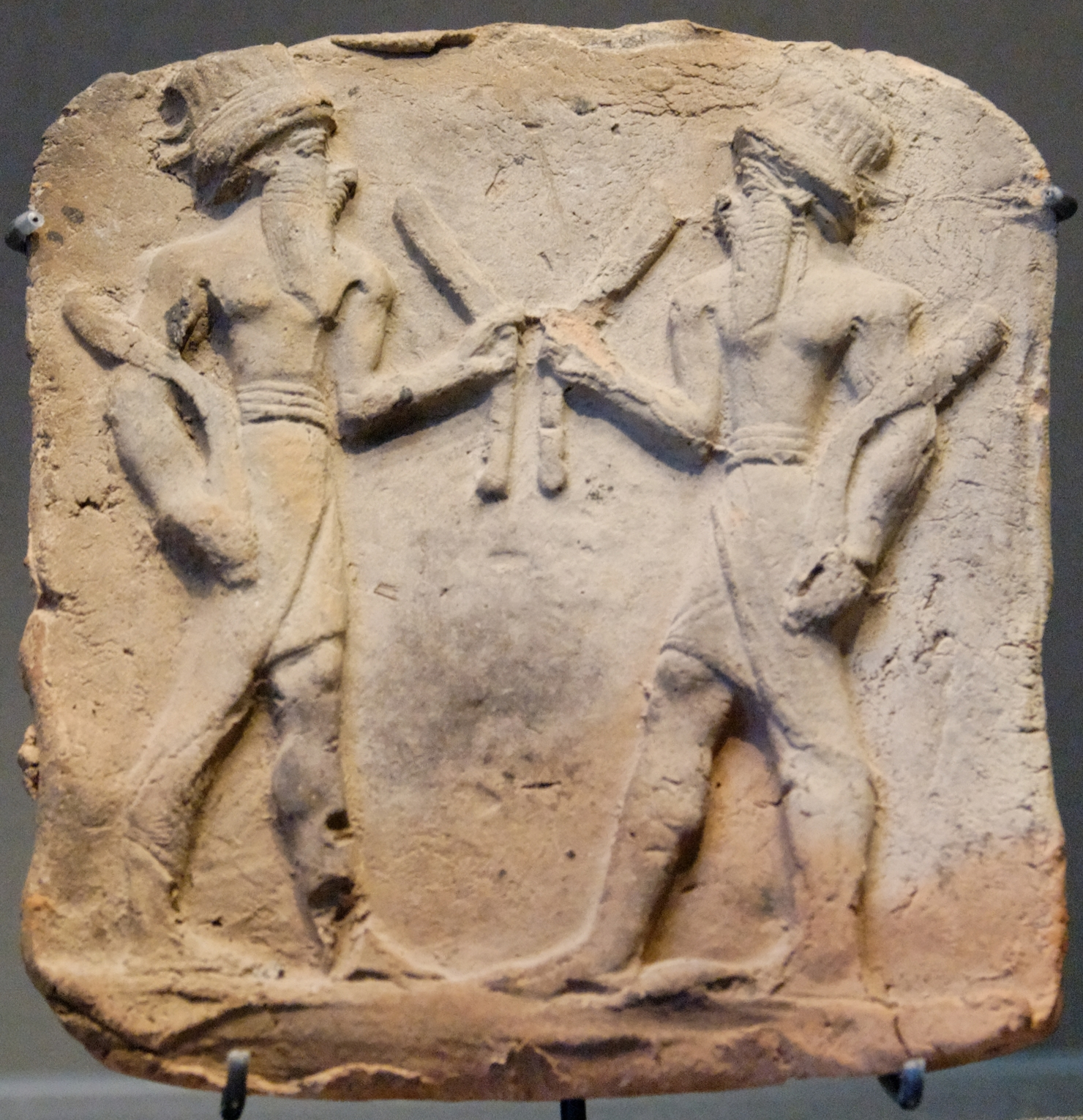
Danseurs avec des claquoirs. Première dynastie de Babylone. Musée du Louvre.
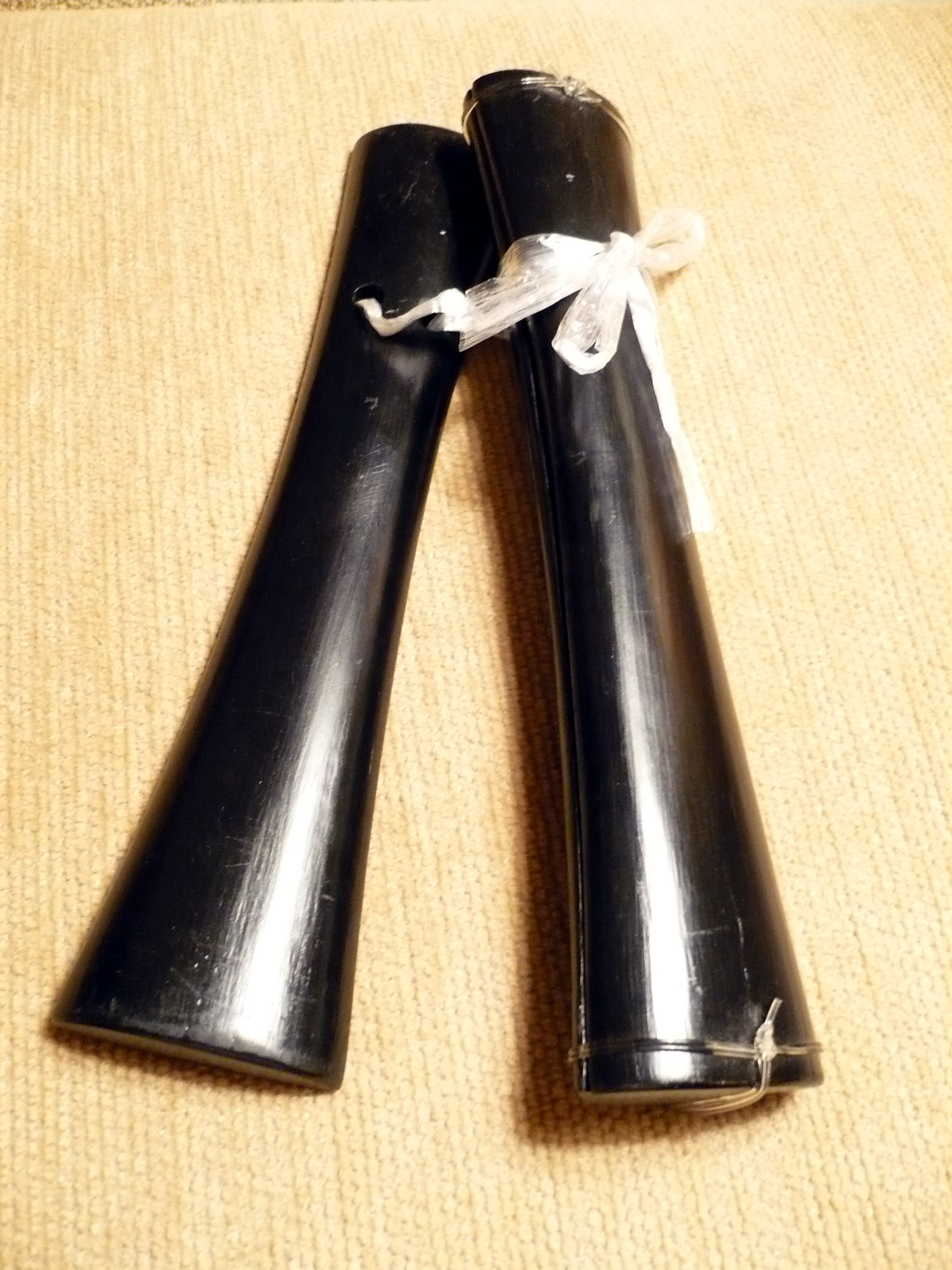
Paiban, un instrument de musique chinois